# Burgruine Osterburg (Haunoldstein)
Die Burgruine Osterburg ist die Ruine einer Höhenburg in der gleichnamigen Katastralgemeinde der Gemeinde Haunoldstein im Bezirk Sankt Pölten-Land von Niederösterreich. Die Ruine steht auf einem dreieckigen Felsplateau, das nach Süden in die Pielachschlucht steil abfällt. Von Haunoldstein (Pielachhäuser) führt eine Straße zur Ruine und zum Wirtschaftshof.

## Geschichte
Eine erste Anlage dürfte im letzten Viertel des 12. Jahrhunderts errichtet worden sein, die Erbauer sind unbekannt. Um 1200 besaßen die Grafen von Peilstein die Burg als freies Eigen. Graf Friedrich V. von Peilstein starb hier 1209. In der zweiten Hälfte des 13. Jahrhunderts war die Burg von Gefolgsleuten der Familie Häusler bewohnt. Sie nannten sich nach der Osterburg. Diese war mittlerweile ein landesfürstliches Lehen geworden. Durch Heirat gelangte sie Anfang des 14. Jahrhunderts von den Häuslern an Konrad Eisenbeutel. Die Tursen von Tiernstein erbten um die Mitte des 14. Jahrhunderts den Besitz. Einer ehemaligen Inschrift über der Tür des Palas zufolge ließ Rudolf Turso von Tiernstein 1405 die Burg ausbauen. 1489 übernahmen die Brüder Prüschenk die Herrschaft. 1514 belehnte Kaiser Maximilian I. Ritter Hans Geyer, dessen Familie erst 1482 aus Franken zugezogen war, mit der Burg. Die Burg wurde modernisiert und die Geyer erwarben 1584 ein Landgericht vom Landesfürsten. Die evangelischen Zweige der Familie Geyer mussten nach der Schlacht am Weißen Berg das Land verlassen. Die katholisch gebliebene Linie wurde 1650 in den Freiherrnstand erhoben und durfte sich Geyer von Geyersperg auf Osterburg nennen. Allerdings war diese bald schwer verschuldet und wurde bereits zwei Jahre später an Georg Wertemann Freiherr von Wertema verkauft. Dieser gab sie schon 1653 an Horatius Buccellini Freiherr von Reichenberg weiter. Schließlich kaufte Graf Raimund Montecuccoli, dem die benachbarte Burg Hohenegg gehörte, 1668 den Besitz. Ab 1675 besaß er ihn als freies Eigen. Die Verwaltung wurde auf Hohenegg und später in Mitterau konzentriert, in der Folge wurde Osterburg verlassen und verfiel. 1766 ließ Zeno Graf Montecuccoli die mittelalterlichen Wehranlagen und einen Teil der Wohnbauten abtragen. Das Material diente zum Ausbau des Schlosses Mitterau. Die verbliebene Ruine gehörte bis 1983 der Familie Montecuccoli. Danach ging sie in Privatbesitz über, ab 1985 wurde sie wieder bewohnbar gemacht und teilweise erneuert.

## Bauwerk
Die Anlage liegt auf einem dreieckigen Felsplateau, das nach Süden in die Pielachschlucht steil abfällt. An dieser Seite waren daher keine besonderen Verteidigungsbauten erforderlich. Um die im Norden gegebene Überhöhung des Geländes auszugleichen, errichtete man im 13. Jahrhundert den romanischen Bergfried. Sein Durchmesser beträgt etwa zehn Metern, wobei die Mauern bis zu zwei Meter stark sind. In ihnen verlief eine Treppe, die die einzelnen Geschoße verband. Wie üblich hatte der Turm an der dem Feind abgewandten Südseite einen Hocheinstieg. Ansonsten werden seine Mauern nur von wenigen quadratischen Licht- bzw. Schießscharten durchbrochen. Im Norden verliefen unmittelbar vor dem Bergfried ein Stück der Ringmauer sowie ein vorgelegter Graben. Oberhalb dieser Befestigung liegt als zusätzlicher Schutz der im Mittelalter befestigte große Meierhof.
Heute verläuft zwischen dem Bergfried und dem gegenüberliegenden Palas eine Straße. An ihrer Stelle lag einst der geräumige äußere Burghof. Der dreigeschoßige dreiflügelige Palas vom Anfang des 15. Jahrhunderts ist teilweise unverputzt und zeigt sein Bruchsteinmauerwerk. Es sind noch Reste von sieben steinernen Wappenschildern, die hier seit der Mitte des 17. Jahrhunderts die Palasmauer schmückten, vorhanden. Eine mit großen Ortsteinquadern versehene auffällige Mauerkante an der Nordseite deutet darauf hin, dass der hier zurückspringende Westflügel erst später angefügt wurde.
Bemerkenswert ist der von Konsolen gestützte doppelte Abtritterker. Der Palas hat je einen größeren Saal im Westflügel und im Haupttrakt. In diesem Wohngebäude haben sich einige gotische verstäbte Schulterbogenportale erhalten. Das oberste Geschoß wurde lange als Getreidespeicher verwendet. Die ehemalige zweigeschoßige Kapelle lag im östlichen Querflügel des Palas. Sie wurde später durch eine eingezogene Holzdecke unterteilt. Der Raum zeigte im Obergeschoß ein spätgotisches Rippengewölbe sowie ein spitzbogiges Maßwerkfenster. Vom Gewölbe sind nur mehr Reste zu erkennen. Nicht mehr erhalten sind der Torbau im Osten der Anlage sowie die Brücke, die hier über den heute weitgehend zugeschütteten Graben führte.